# Козловка (Бугурусланський район)
Козло́вка (рос. Козловка) — присілок у складі Бугурусланського району Оренбурзької області, Росія.

## Населення
Населення — 272 особи (2010; 287 у 2002).
Національний склад (станом на 2002 рік):
- росіяни — 81 %